# Chińskie Tajpej na Zimowych Igrzyskach Olimpijskich 1988
Chińskie Tajpej na Zimowych Igrzyskach Olimpijskich 1988 reprezentowało 13 zawodników: jedenastu mężczyzn i dwie kobiety. Był to drugi start tego państwa jako Chińskie Tajpej, a ogólnie czwarty na zimowych igrzyskach olimpijskich, gdyż wcześniej zawodnicy z tego państwa występowali jako reprezentanci Tajwanu.

## Skład reprezentacji

### Narciarstwo alpejskie
Mężczyźni
| Zawodnik       | Konkurencja   | Wyścig 1          | Wyścig 2 | Łącznie           | Łącznie |
| Zawodnik       | Konkurencja   | Czas              | Czas     | Czas              | Miejsce |
| -------------- | ------------- | ----------------- | -------- | ----------------- | ------- |
| Tang Wei-tsu   | Supergigant   |                   |          | Zdyskwalifikowany | –       |
| Lin Chi-liang  | Supergigant   |                   |          | 2:30,81           | 57      |
| Ong Ching-ming | Supergigant   |                   |          | 2:17,22           | 55      |
| Kuo Koul-hwa   | Slalom gigant | Zdyskwalifikowany | –        | Zdyskwalifikowany | –       |
| Ong Ching-ming | Slalom gigant | Zdyskwalifikowany | –        | Zdyskwalifikowany | –       |
| Lin Chi-liang  | Slalom gigant | Zdyskwalifikowany | –        | Zdyskwalifikowany | –       |
| Chen Tong-jong | Slalom gigant | Zdyskwalifikowany | –        | Zdyskwalifikowany | –       |
| Tang Wei-tsu   | Slalom        | Zdyskwalifikowany | –        | Zdyskwalifikowany | –       |
| Ong Ching-ming | Slalom        | Nie ukończył      | –        | Nie ukończył      | –       |
| Chen Tong-jong | Slalom        | 1:33,57           | 1:17,53  | 2:51,10           | 48      |

### Bobsleje
| Osada | Zawodnicy                    | Konkurencja | Ślizg 1 | Ślizg 1 | Ślizg 2 | Ślizg 2 | Ślizg 3 | Ślizg 3 | Ślizg 4 | Ślizg 4 | Łącznie | Łącznie |
| Osada | Zawodnicy                    | Konkurencja | Czas    | Miejsce | Czas    | Miejsce | Czas    | Miejsce | Czas    | Miejsce | Czas    | Miejsce |
| ----- | ---------------------------- | ----------- | ------- | ------- | ------- | ------- | ------- | ------- | ------- | ------- | ------- | ------- |
| TPE-1 | Chen Chin-san Lee Chen-tan   | Dwójki      | 57,83   | 8       | 1:00,22 | 19      | 1:00,99 | 17      | 1:00,07 | 18      | 3:59,11 | 15      |
| TPE-2 | Sun Kuang-ming Chen Chin-sen | Dwójki      | 59,25   | 27      | 1:01,54 | 35      | 1:02,26 | 34      | 1:02,01 | 35      | 4:05,06 | 33      |

| Osada | Zawodnicy                                                | Konkurencja | Ślizg 1 | Ślizg 1 | Ślizg 2 | Ślizg 2 | Ślizg 3 | Ślizg 3 | Ślizg 4 | Ślizg 4 | Łącznie | Łącznie |
| Osada | Zawodnicy                                                | Konkurencja | Czas    | Miejsce | Czas    | Miejsce | Czas    | Miejsce | Czas    | Miejsce | Czas    | Miejsce |
| ----- | -------------------------------------------------------- | ----------- | ------- | ------- | ------- | ------- | ------- | ------- | ------- | ------- | ------- | ------- |
| TPE-1 | Chen Chin-san Chen Chin-sen Lee Chen-tan Wang Jauo-hueyi | Czwórki     | 57,03   | 10      | 58,94   | 23      | 57,98   | 23      | 58,80   | 23      | 3:52,75 | 22      |

### Łyżwiarstwo figurowe
Mężczyźni
| Zawodnik  | Konkurencja | CF | SP | FS                     | TFP          | Miejsce |
| --------- | ----------- | -- | -- | ---------------------- | ------------ | ------- |
| David Liu | Soliści     | 25 | 23 | Nie zakwalifikował się | Nie ukończył | –       |

Kobiety
| Zawodniczka      | Konkurencja | CF | SP | FS                      | TFP           | Miejsce |
| ---------------- | ----------- | -- | -- | ----------------------- | ------------- | ------- |
| Pauline Chen Lee | Solistki    | 29 | 29 | Nie zakwalifikowała się | Nie ukończyła | –       |

### Saneczkarstwo
Mężczyźni
| Zawodnik       | Ślizg 1 | Ślizg 1 | Ślizg 2 | Ślizg 2 | Ślizg 3 | Ślizg 3 | Ślizg 4 | Ślizg 4 | Łącznie  | Łącznie |
| Zawodnik       | Czas    | Miejsce | Czas    | Miejsce | Czas    | Miejsce | Czas    | Miejsce | Czas     | Miejsce |
| -------------- | ------- | ------- | ------- | ------- | ------- | ------- | ------- | ------- | -------- | ------- |
| Sun Kuang-ming | 49,601  | 33      | 51,584  | 35      | 48,986  | 30      | 51,429  | 34      | 3:21,600 | 32      |

Kobiety
| Zawodniczka | Ślizg 1 | Ślizg 1 | Ślizg 2 | Ślizg 2 | Ślizg 3 | Ślizg 3 | Ślizg 4 | Ślizg 4 | Łącznie  | Łącznie |
| Zawodniczka | Czas    | Miejsce | Czas    | Miejsce | Czas    | Miejsce | Czas    | Miejsce | Czas     | Miejsce |
| ----------- | ------- | ------- | ------- | ------- | ------- | ------- | ------- | ------- | -------- | ------- |
| Teng Pi-hui | 48,282  | 21      | 48,431  | 21      | 49,610  | 24      | 50,804  | 24      | 3:17,127 | 24      |